# Deborah Curtis
Deborah Curtis, née Deborah Woodruff le 13 décembre 1956 à Liverpool, est la veuve du chanteur de Joy Division, Ian Curtis, suicidé en 1980.
Deborah épouse Ian Curtis le 23 août 1975, à l'église de St Thomas à Macclesfield, au Royaume-Uni. Elle écrit, en 1995, Touching from a Distance, un roman biographique détaillé sur la vie de Ian Curtis, de ses années adolescentes jusqu'à sa mort prématurée. 
Deborah Curtis est coproductrice de l'adaptation cinématographique de ce roman, Control, réalisé par Anton Corbijn et sorti en 2007. Dans ce film, elle est interprétée par Samantha Morton.